# Valse oubliehoren
De Valse oubliehoren (Cylichna cylindracea) is een slakkensoort uit de familie van de Cylichnidae. De wetenschappelijke naam van de soort is voor het eerst geldig gepubliceerd in 1777 door Pennant.

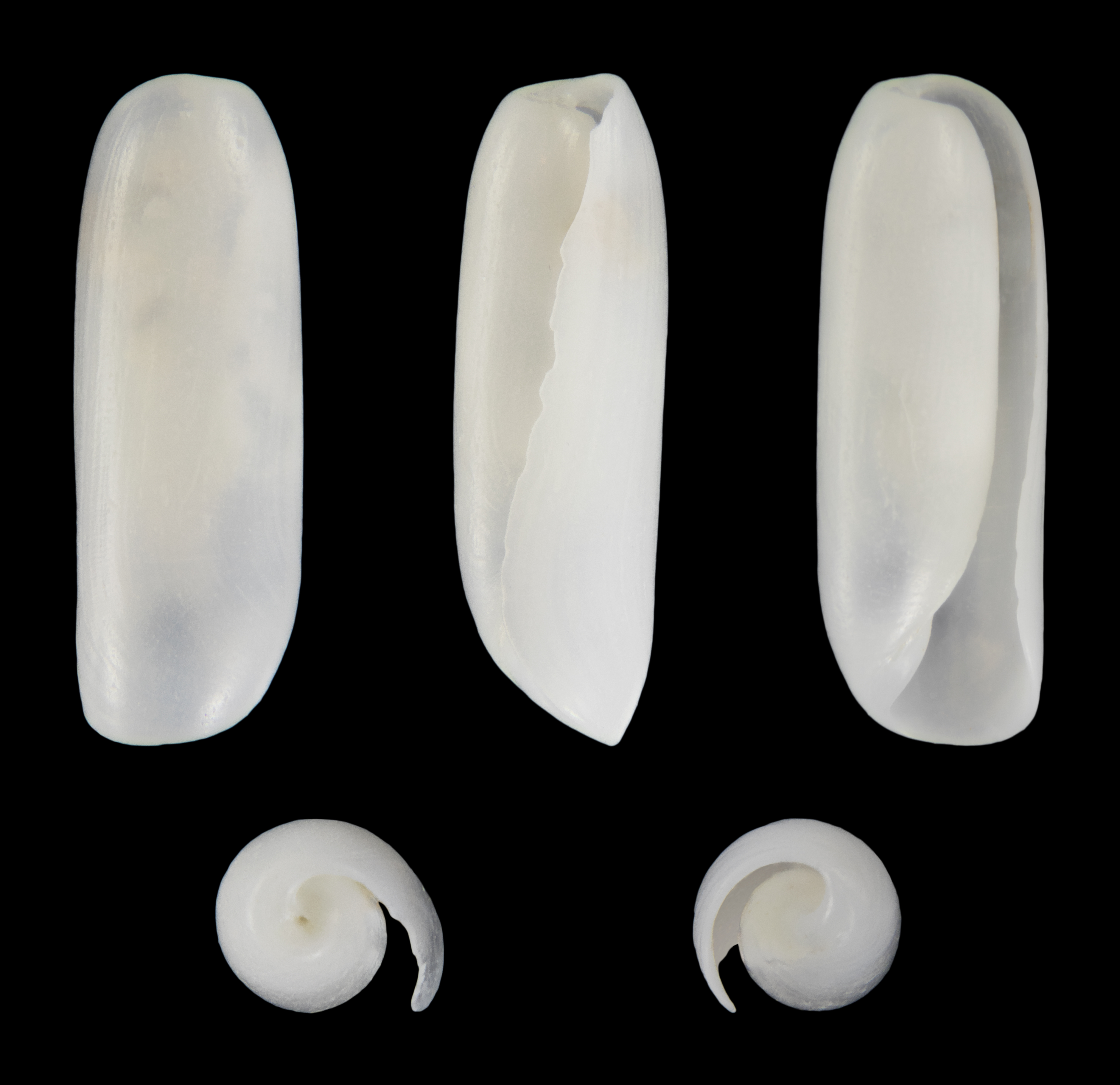